# 青田 (流山市)
青田（あおた）は、千葉県流山市の地名。郵便番号は270-0112。

## 地理
流山市の中部に位置する。地域内は江戸川台と柏の葉の間に位置する住宅街となっており、地域の中央部を常磐自動車道が通る。
東は柏市十余二、西は柏市西原、南は駒木台、北は柏市伊勢原・みどり台と接している。

### 小字
青田には4の小字が存在する。ここでは西から順に列挙する。
- 中ノ台（1971年（昭和46年）に大字駒木新田字中ノ台より一部を青田に編入）
- 御料上
- 御料中
- 御料下

## 沿革
- 1868年（慶応4年）
  - 6月26日～9月3日（旧暦5月7日～7月17日） 下総野鎮撫府の管轄となる。
  - 9月23日（旧暦8月8日） 府藩県三治制により、下総知事県の管轄となる。
- 1869年（明治2年）2月23日（旧暦1月13日） 下総知事県に代わり、本格的な行政組織として葛飾県を設置、葛飾県葛飾郡青田新田となる。
- 1871年（明治4年）12月25日（旧暦11月14日） 廃藩置県後の県の統合により、葛飾県が生実県、古河県、佐倉県、関宿県、曾我野県、結城県と合併し、印旛県を設置。印旛県葛飾郡青田新田となる。
- 1873年（明治6年）　県の統合及び、郡の分割により千葉県東葛飾郡青田新田となる。
- 1889年（明治22年）　東葛飾郡思井村、芝崎村、前平井村、後平井村、古間木村、長崎村、中村、名都借村、野々下村、前ヶ崎村、向小金新田、大畔新田、市野谷村、十太夫新田、駒木新田、駒木村、初石新田と合併し、東葛飾郡八木村大字青田新田となる。
- 1951年（昭和26年）4月1日　流山町、新川村と合併し、東葛飾郡江戸川町大字青田新田となる。
- 1952年（昭和27年）1月1日　江戸川町が流山町に改称。東葛飾郡流山町大字青田新田となる。
- 1967年（昭和42年）1月1日　市制施行により、流山市大字青田新田となる。
- 1971年（昭和46年）5月1日　大字青田新田の全域、大字駒木新田の一部より大字青田を新設する。

### 地名の変遷
| 実施後 | 実施年月日   | 実施前（各大字ともその一部）                           |
| ------ | ------------ | ------------------------------------------------------ |
| 美田   | 1971年5月1日 | 青田新田字御料上・字御料中・字御料下、駒木新田字中ノ台 |

## 世帯数と人口
2017年（平成29年）11月1日現在の世帯数と人口は以下の通りである。
| 大字 | 世帯数  | 人口  |
| ---- | ------- | ----- |
| 青田 | 376世帯 | 874人 |

## 小・中学校の学区
市立小・中学校に通う場合、学区は以下の通りとなる。
| 番地 | 小学校               | 中学校               |
| ---- | -------------------- | -------------------- |
| 全域 | 流山市立八木北小学校 | 流山市立常盤松中学校 |

## 施設
- 香取神社 - 青田字御料中